# اره‌پوش‌ها
اره‌پوش‌ها (نام علمی: Pristipomoides) نام یک سرده از تیره سرخوماهیان است.